# Kostel svatého Petra a Pavla (Dolní Lukavice)
Kostel svatého Petra a Pavla v Dolní Lukavici je jednolodní raně gotický kostel, později barokně přestavěný. Je chráněn společně s božími mukami u kostela jako kulturní památka.

## Historie kostela
Kostel byl postaven kolem roku 1340 v obci Dolní Lukavice, jejíž vznik se uvádí v roce 1216. První písemná zmínka o kostele je z roku 1352. Od roku 1384 byl kostelem farním. V roce 1407 bylo Janem z Lukavice zřízeno kaplanství k oltáři deseti tisíc mučedníků. Ve druhé polovině 15. století proběhly pozdně gotické úpravy. Raně barokní přestavba proběhla v roce 1684. V roce 1714 byla u kostela postavena boží muka, která jsou dokladem pololidové barokní tvorby. V roce 1722 byl přistavěn nový presbytář a kolem tohoto roku (v průvodci Jižní Plzeňsko 1. je uveden rok 1734) proběhla také rozsáhlá barokní přestavba na podnět hraběte Ferdinanda Matyáše z Morzinu. Uvádí se, že architektem byl Jakub Auguston. K presbytáři byly přistavěny kaple a pravděpodobně bylo vyzděno druhé patro věže. Větší zásahy byly realizovány kolem poloviny 19. století, kdy bylo vyzděno třetí patro věže, vztyčena báň, zvýšena střecha nad západní části presbytáře a loď dostala nový strop a krov. Sanktusník byl nahrazen novou konstrukcí. Pravděpodobně byla přistavěna sakristie. Patrně až z 20. století pocházejí příčky oddělující oratoř od schodiště. V roce 2019 byla báň kostela sejmuta a začala její renovace.Duchovní správu vykonává Koinonia Jan Křtitel.

## Popis kostela
Jednolodní stavba, v jejímž průčelí stojí osově nečleněná věž. Exteriér je jednoduchý a kromě nároží, která jsou rámována lisenami, téměř nečleněný. Profil římsy je barokní. V západním průčelí věže je raně barokní portál s toskánskými sloupky, které nesou rozeklaný tympanon. Okna lodi a kněžiště mají jednoduše profilované stuhové šambrány se segmentovými záklenky, v severní stěně lodi je ponechané drobné gotické okénko. Boční portály jsou vrcholně barokní. Střecha kostela je valbová s oktogonálním sanktusníkem. Věž má cibulovitou báň s lucernou. Po stranách presbytáře jsou připojeny kaple a empory. Závěr presbytáře je vytvořen na půdorysu pěti stran osmiúhelníka, vlastní tři pole závěru vybíhají do ostrých hran. V interiéru má loď plochý strop, v její západní části je vložena na kamenných pilířích se zdobeným čelem kruchta. Loď je 11,40 metrů dlouhá a 8,00 metrů široká. Raně gotická klenba podvěží je křížová, s masivními žebry a kvádrovými konzolkami. Prostory empor mají plochý strop, s valeně klenutým závěrem. Severně od kněžiště je malá sakristie klenuta drobnou plackou.
Nejstarší částí kostela z poloviny 13. století je přízemí věže s žebrovou klenbou, okénko v jižní stěně a obvodové zdi lodi. Na severní straně v místě okna se zachovala část ostění původního vstupního portálu. Malý sedlový portálek z 1. patra věže na kruchtu je z poloviny 15. století, stejně tak jádro západního štítu a okénko v jižní zdi. V podkroví jsou zbytky barokního stropu lodi – výběh fabionu a pod ním profilovaný pásek, z první poloviny 18. století. Z tohoto období se zachoval krov nad presbytářem a oratořemi a kruchta se schodišťovým přístavkem.
V Soupise památek z roku 1907 se uvádí vybavení kostela mobiliářem: Tři zvony z počátku 15. století. Barokní hlavní oltář s obrazem svatého Petra a Pavla pochází z roku 1734. Boční oltáře byly postaveny v roce 1745 a je na nich zobrazena svatá Valburga a Rod Kristův. Nad nimi jsou erby Morzinů a Kolovratů. Dřevěné sochy čtyř andělů pochází ze zrušené kaple sv. Kříže nad Chotěšovem. Tři páry mosazných svícnů ze 17. století, 2 metry vysoký žulový náhrobek z roku 1531 s málo zřetelným erbem Lukavských z Řeneč.

## Zajímavosti
Výraznou roli při barokní úpravě a rozšíření kostela v 18. století sehrál Ferdinand Matyáš Morzin, který působil jako tajný rada a hejtman plzeňského kraje. V roce 1725 se přestěhoval do Dolní Lukavice. Obec i její okolí si velmi oblíbil, proto si před svou smrtí přál, aby bylo jeho srdce uloženo v dolnolukavickém kostele. Stalo se tak hned následující den po jeho úmrtí dne 22. října 1763, kdy bylo jeho srdce uloženo do tzv. srdeční hrobky v kostele. Dalším uložené srdce pochází od Marie Františky Rajské z Dubnice.

## Galerie

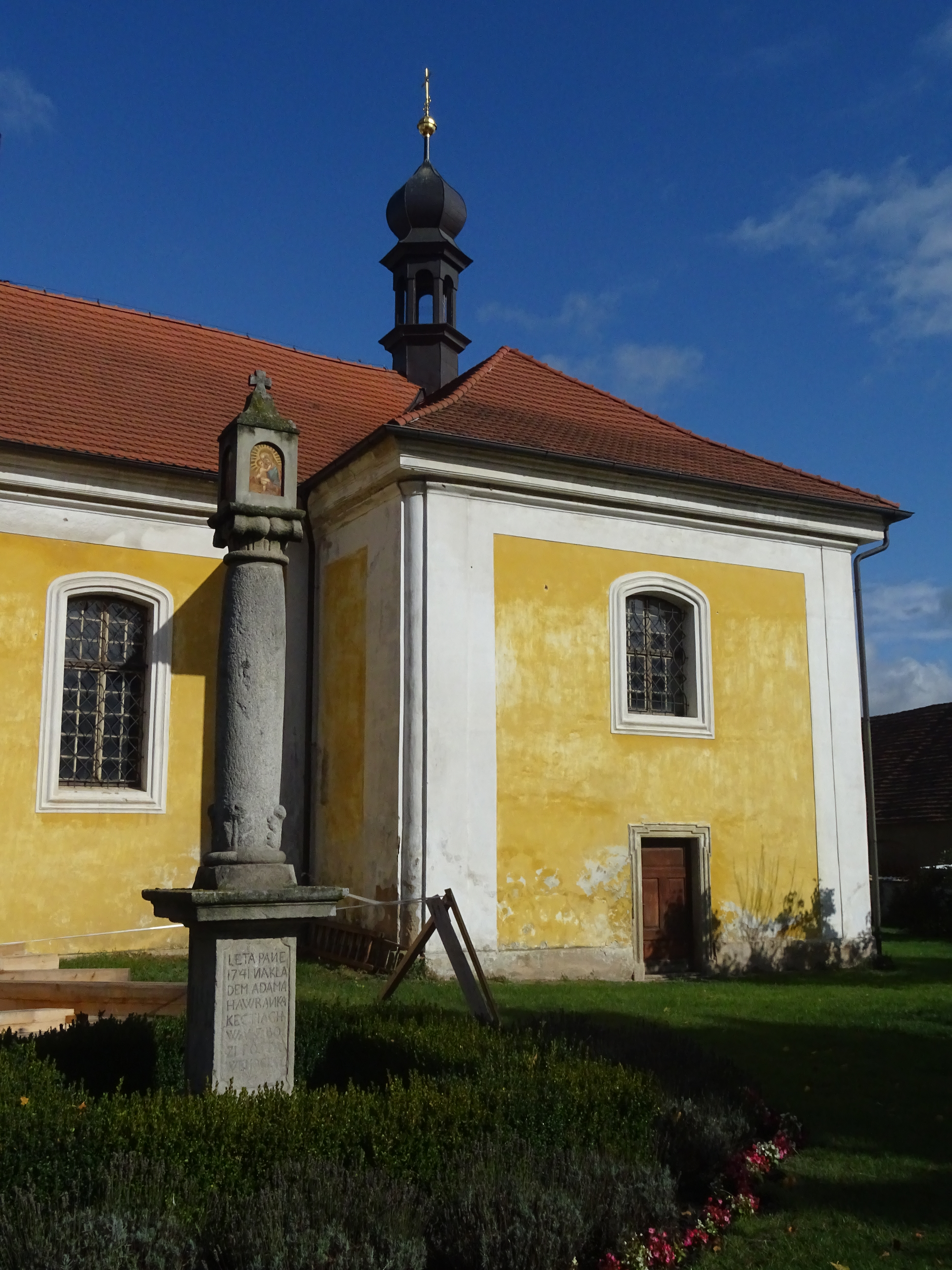
Boží muka z 18. století
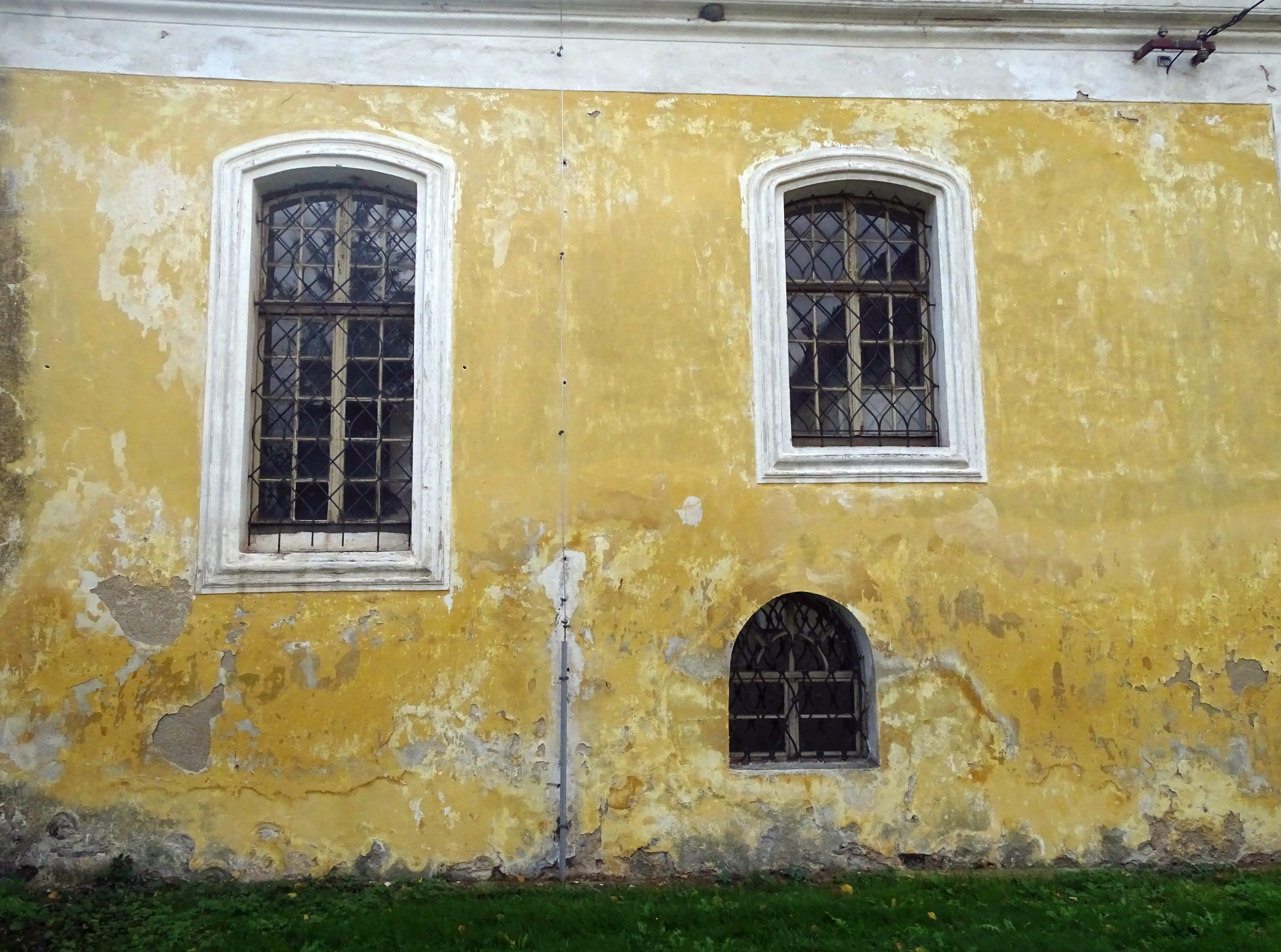
Okna na severní straně
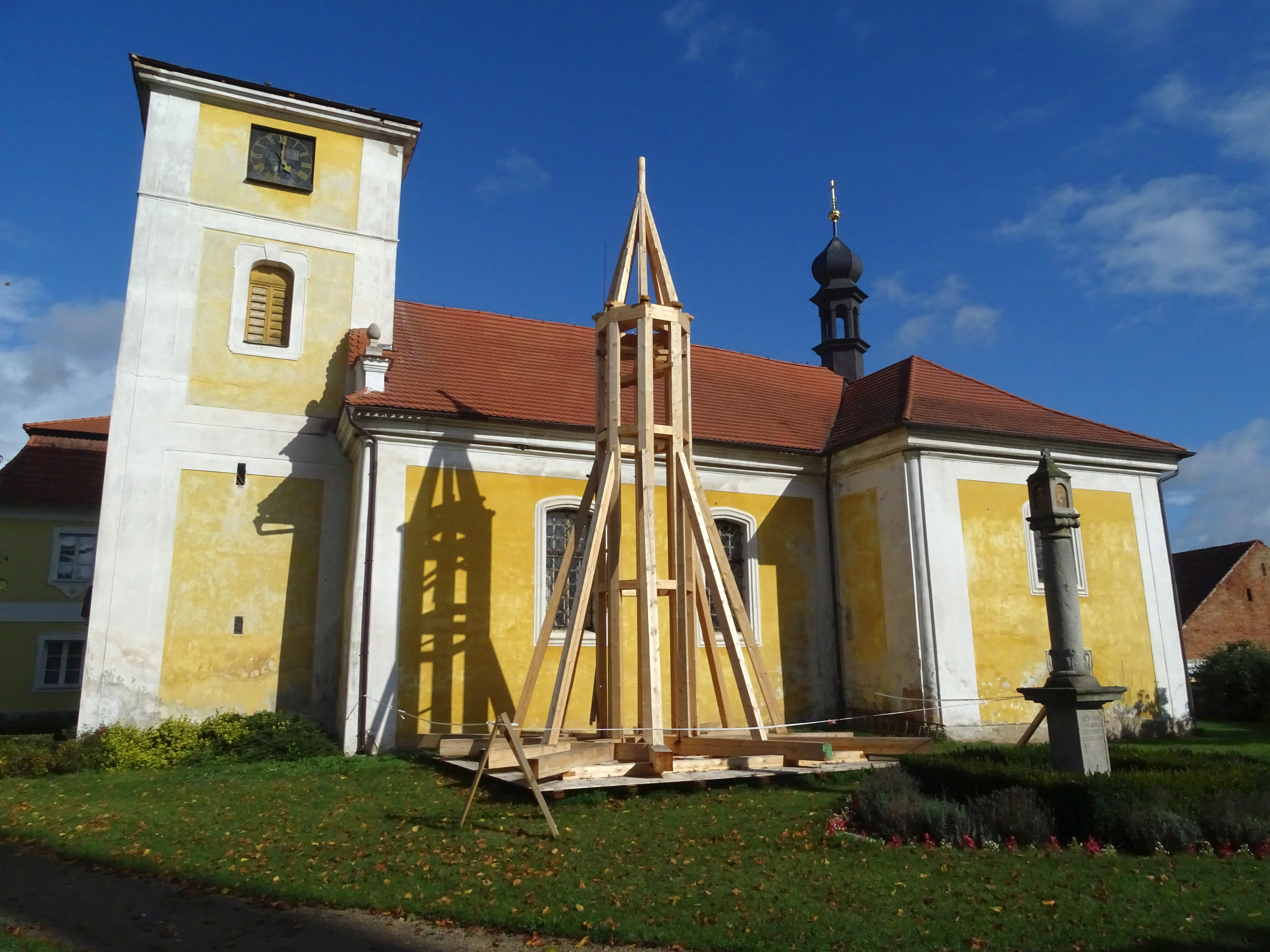
Pohled na kostel při rekonstrukci věže v roce 2019
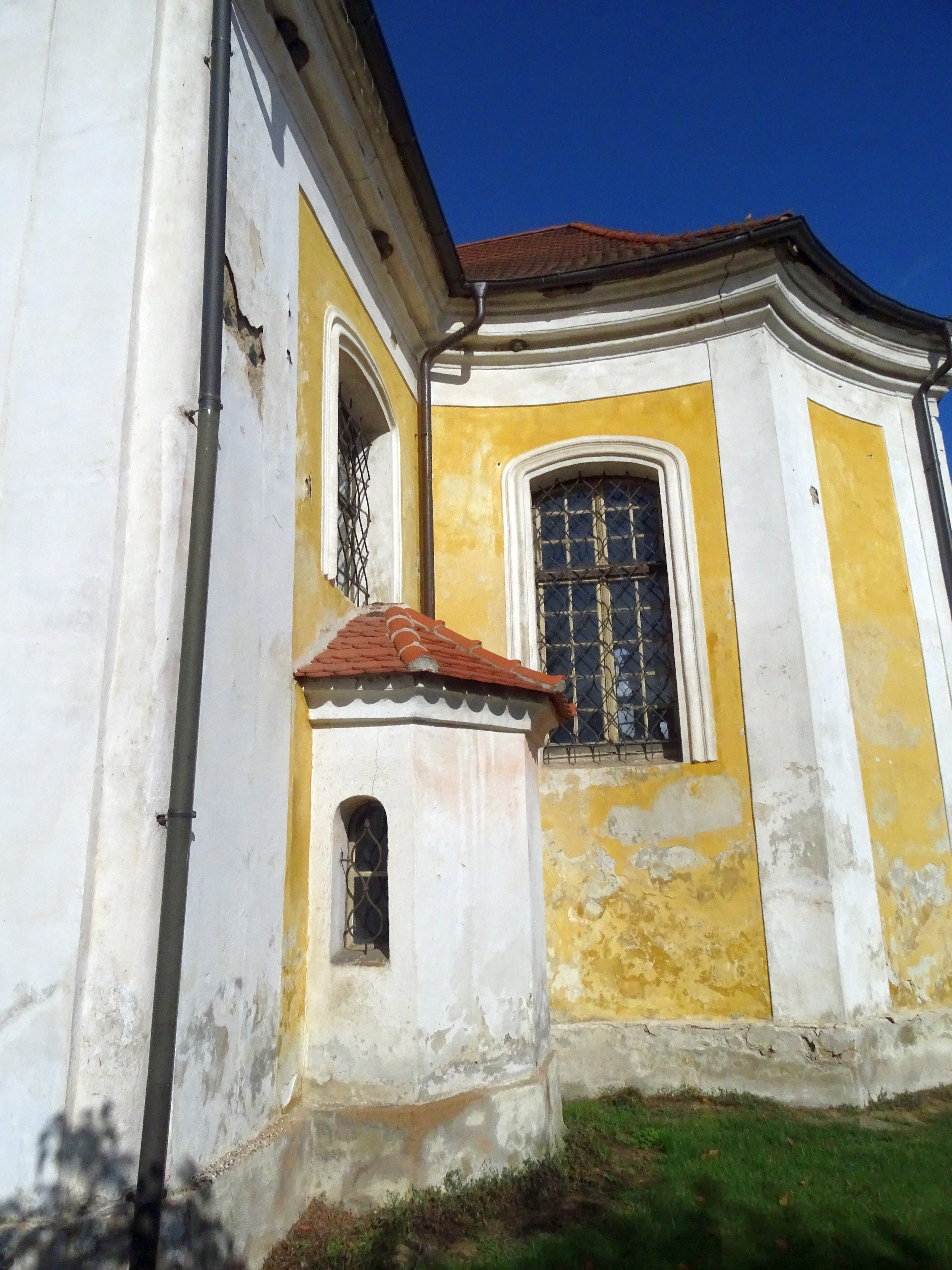
Zadní pohled
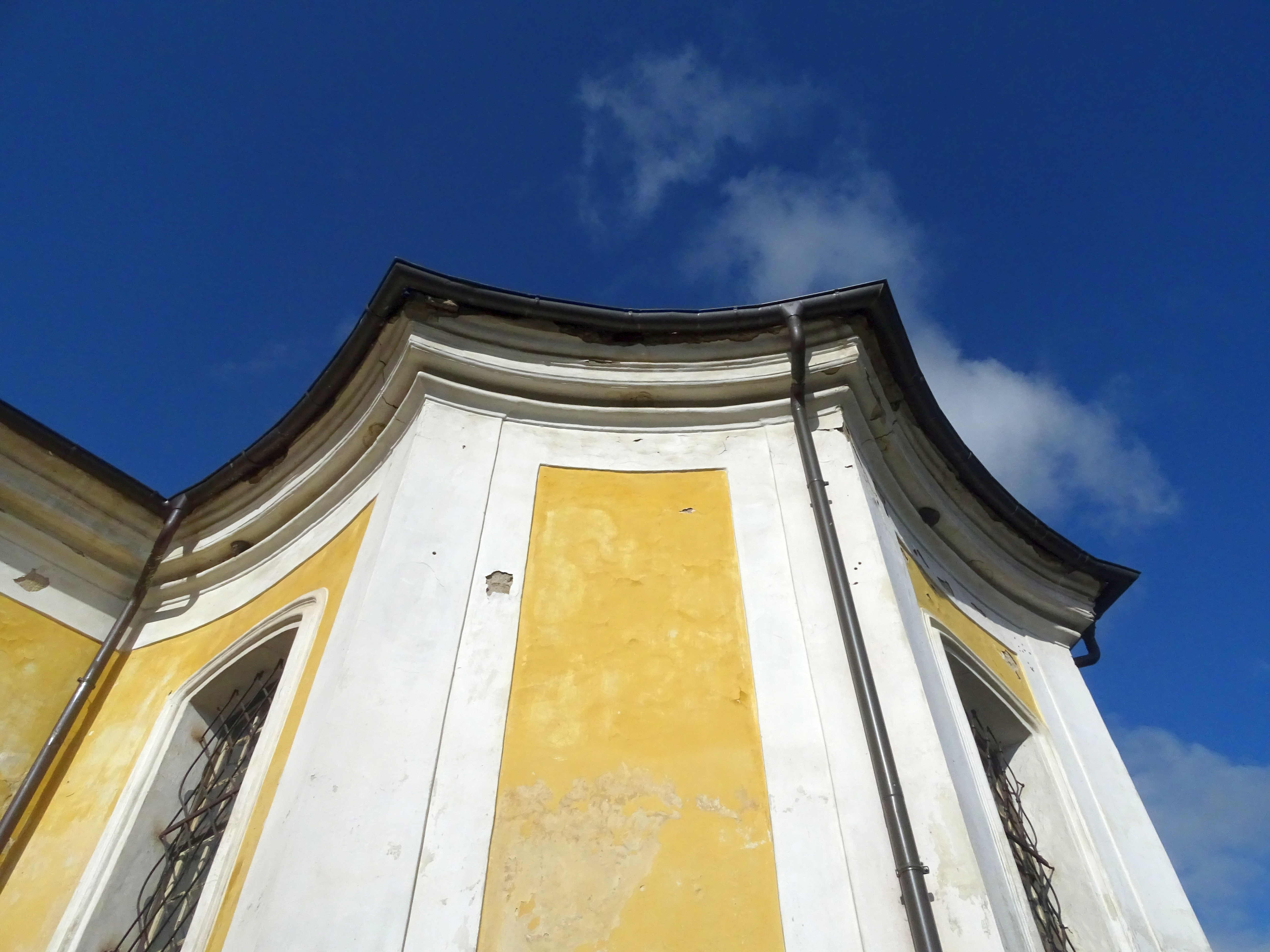
Barokní římsa
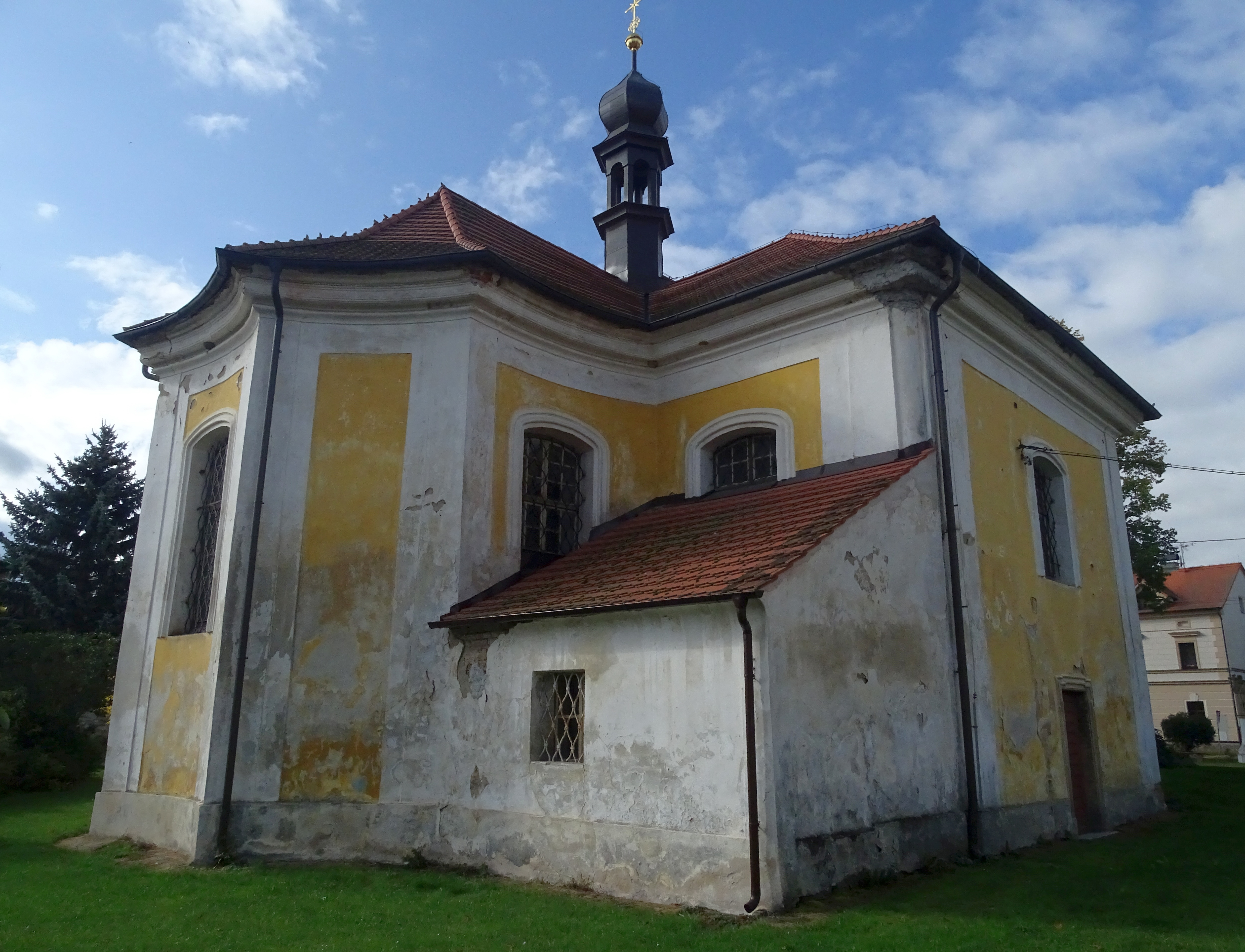
Pohled zezadu na sakristii
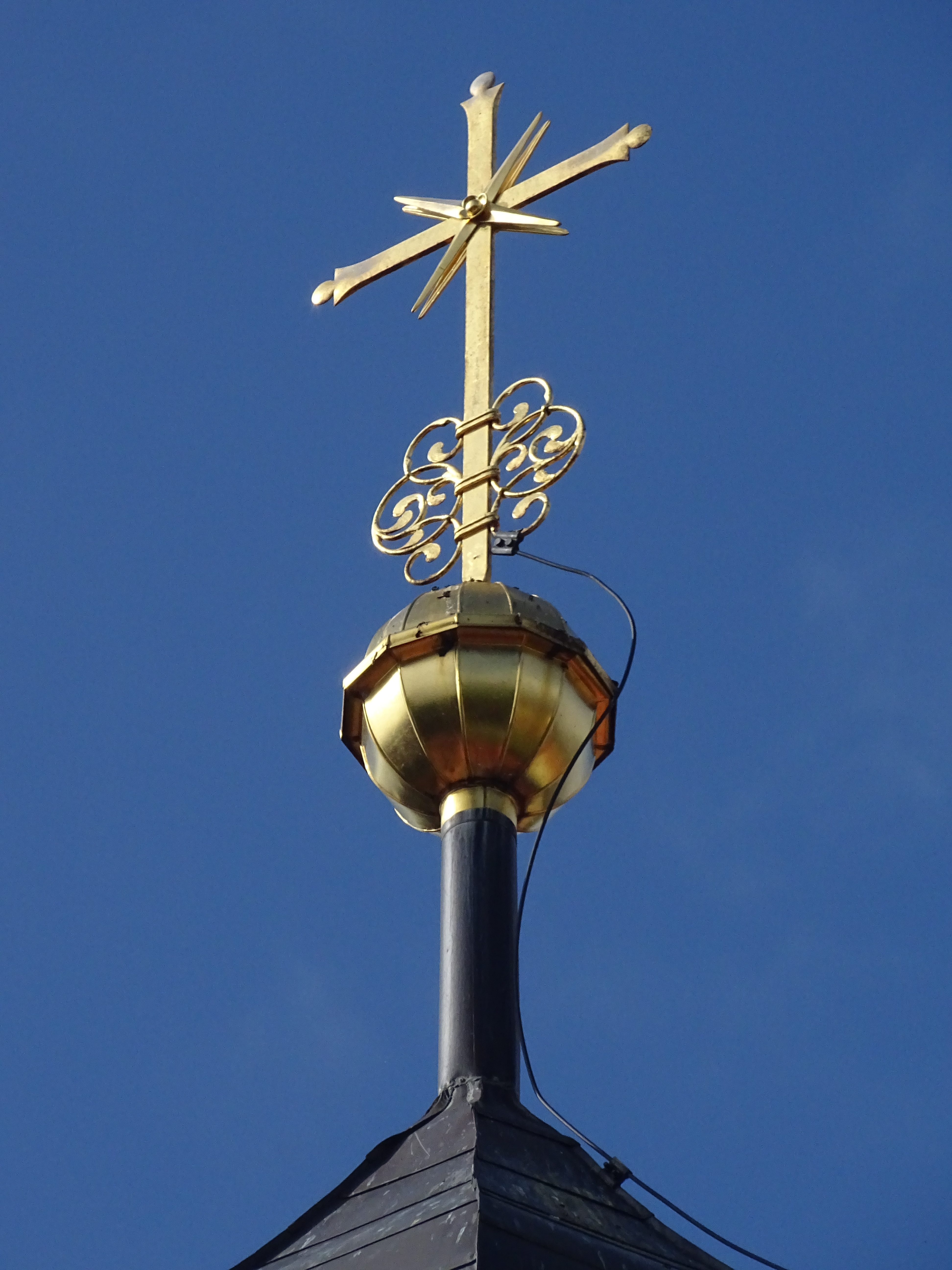
Detail sanktusníku
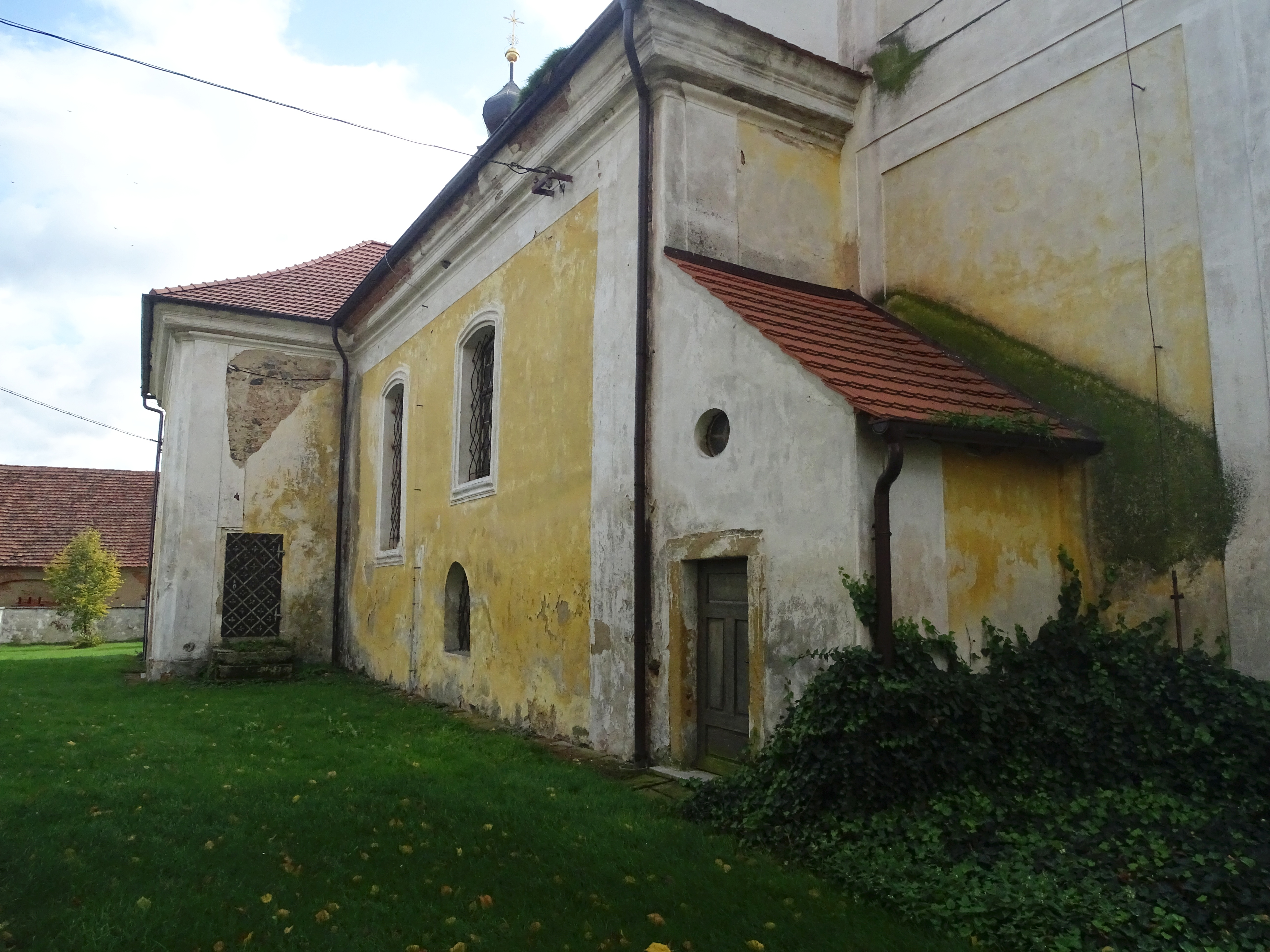
Pohled ze severní strany
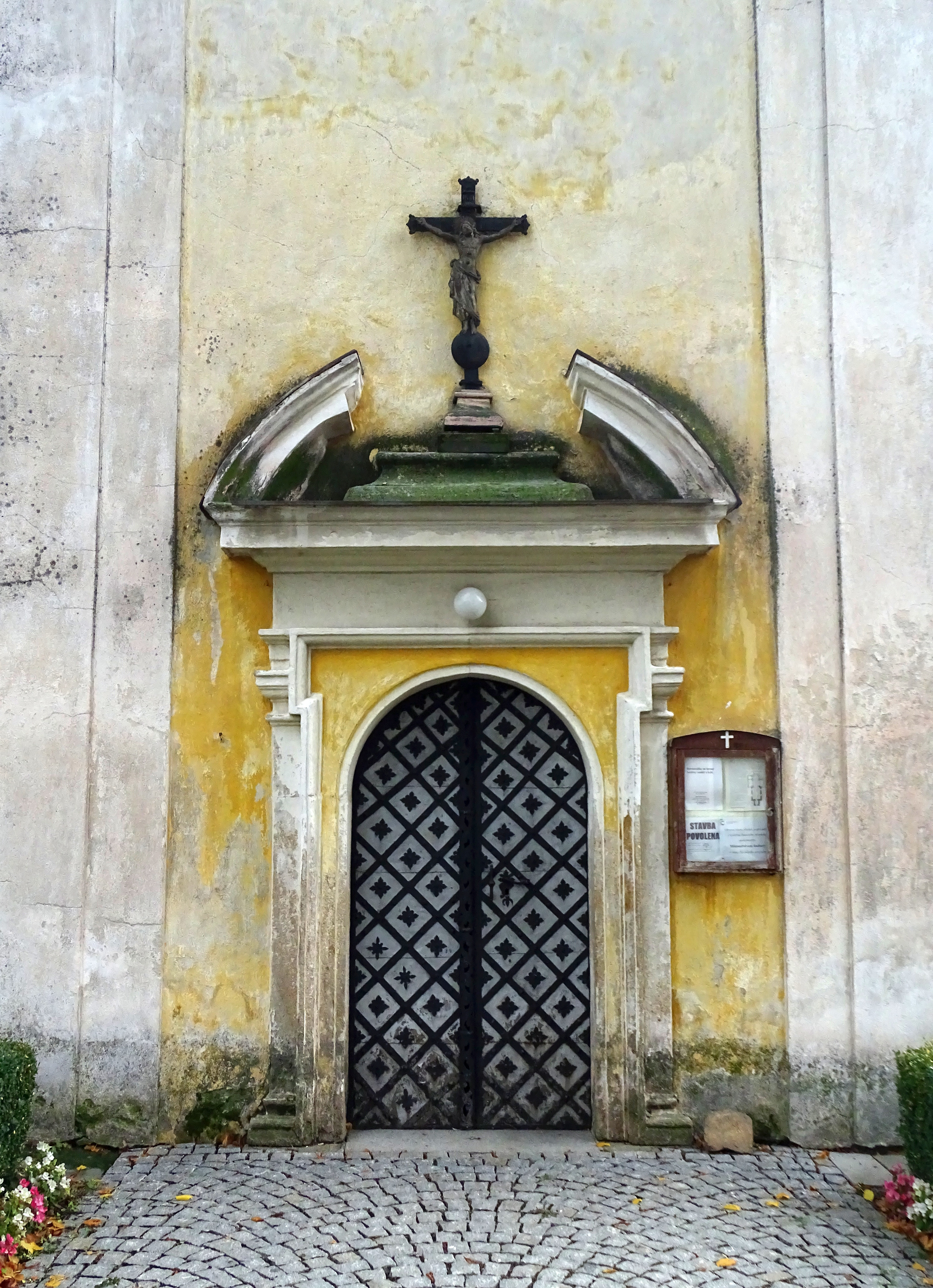
Vstup – hlavní vchod
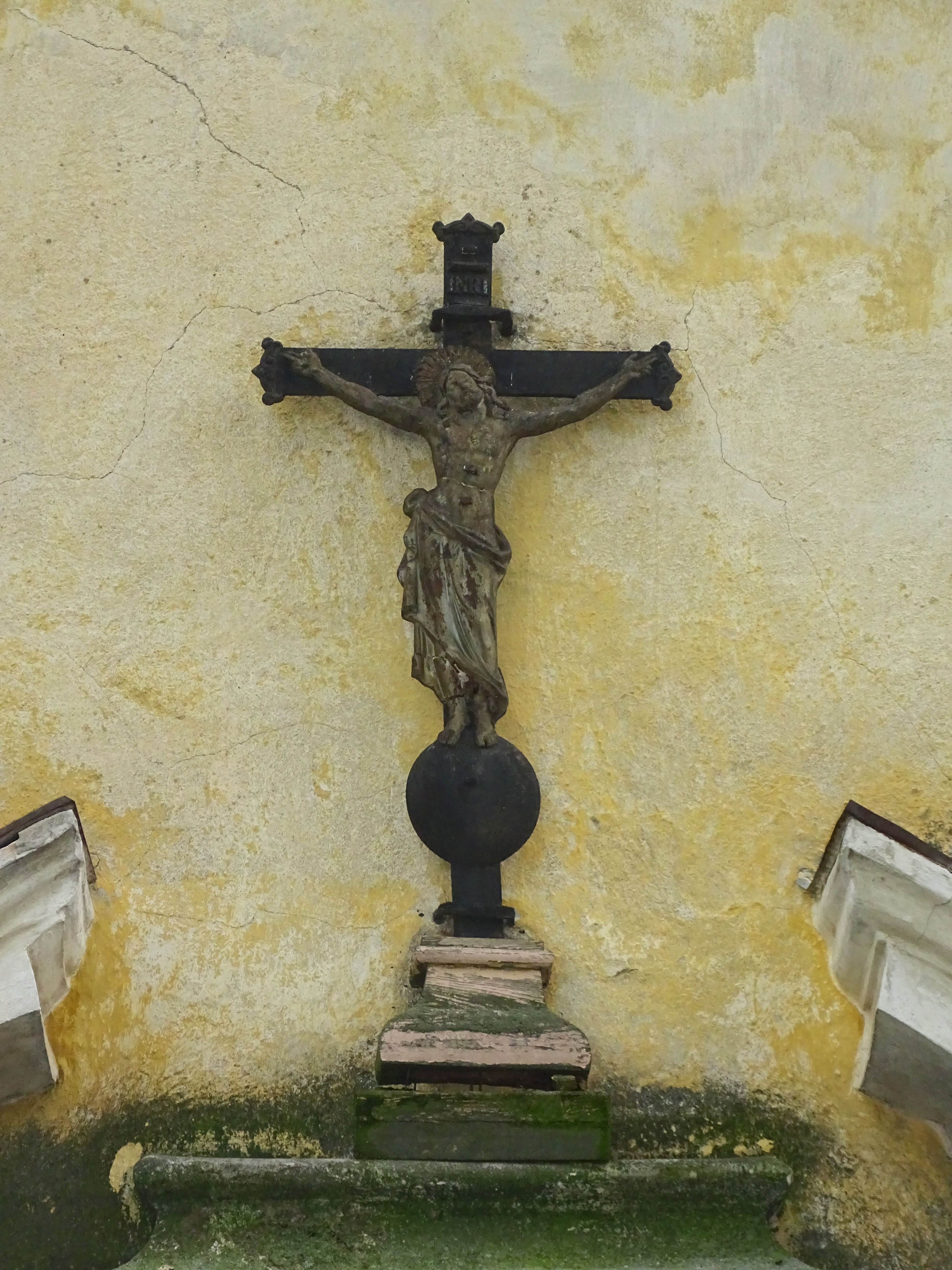
Detail vstupního portálu
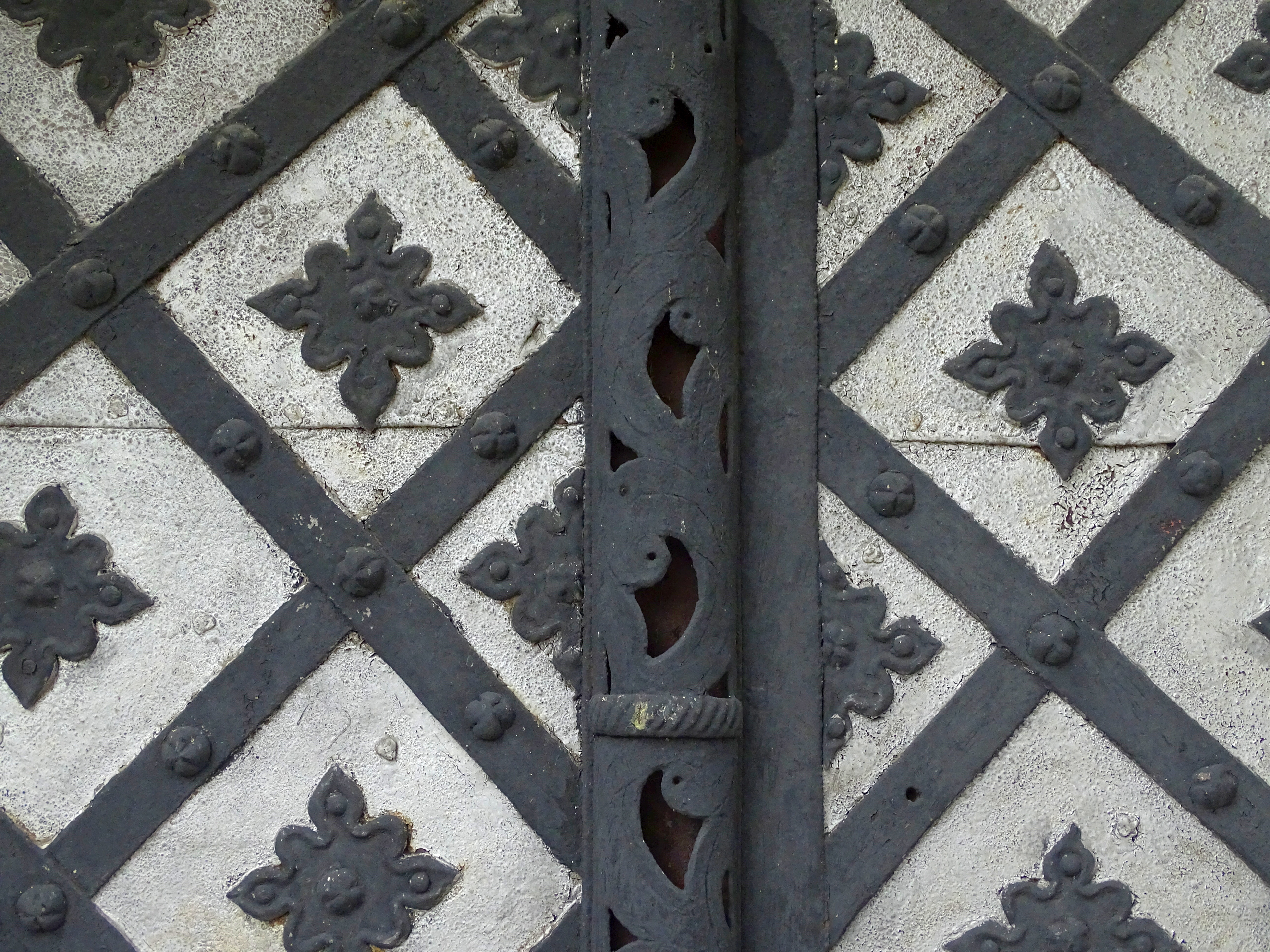
Detail kování na vstupních dveřích
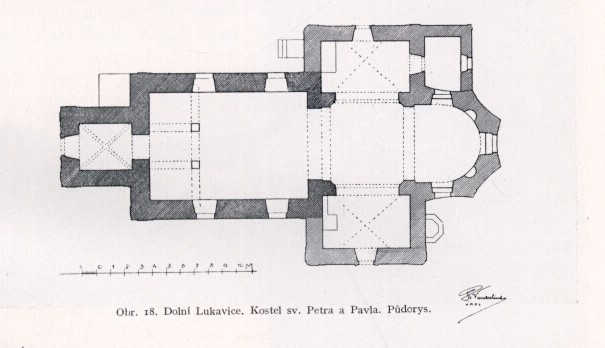
Půdorys kostela
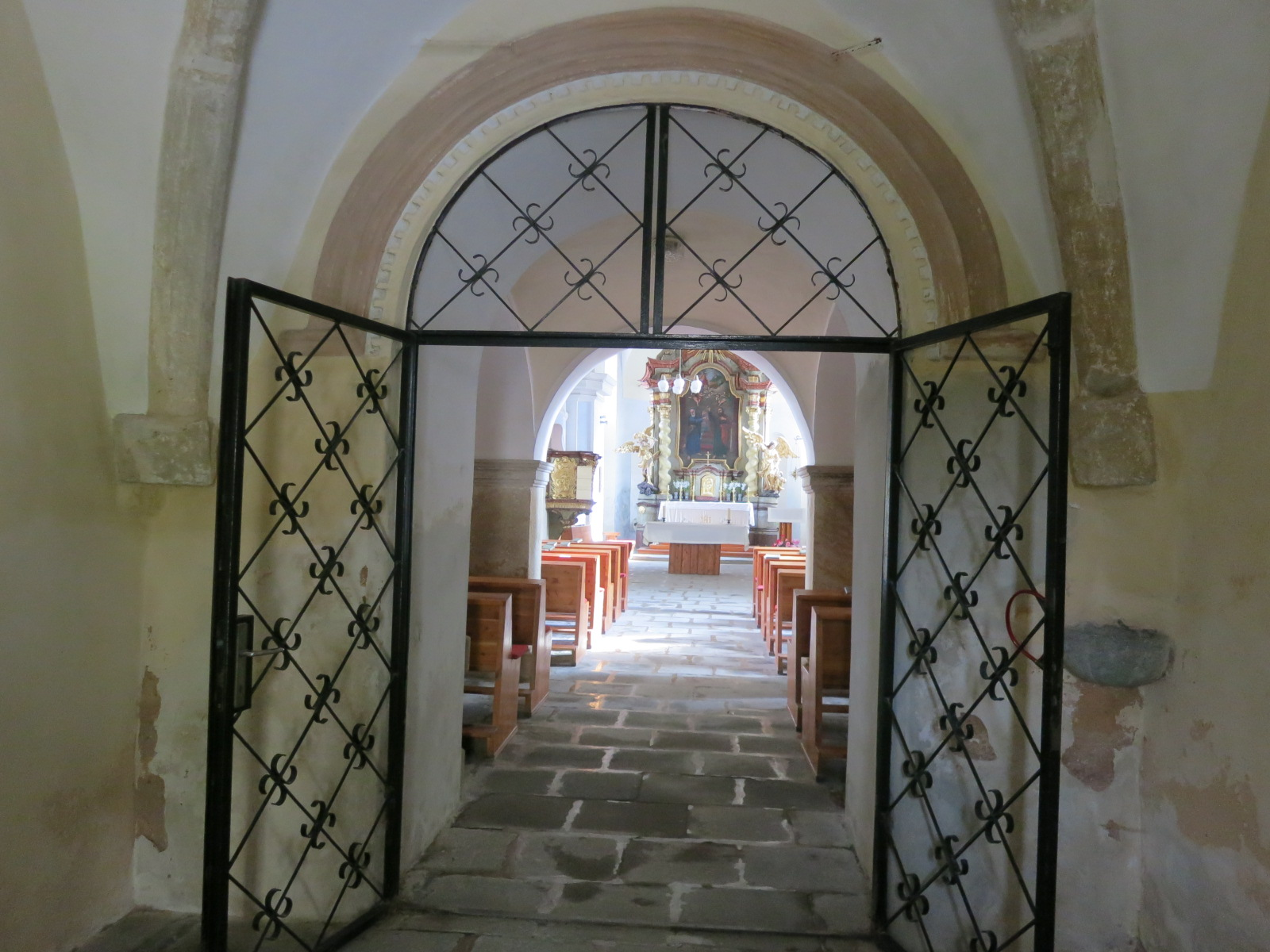
Pohled od vstupu do kostela
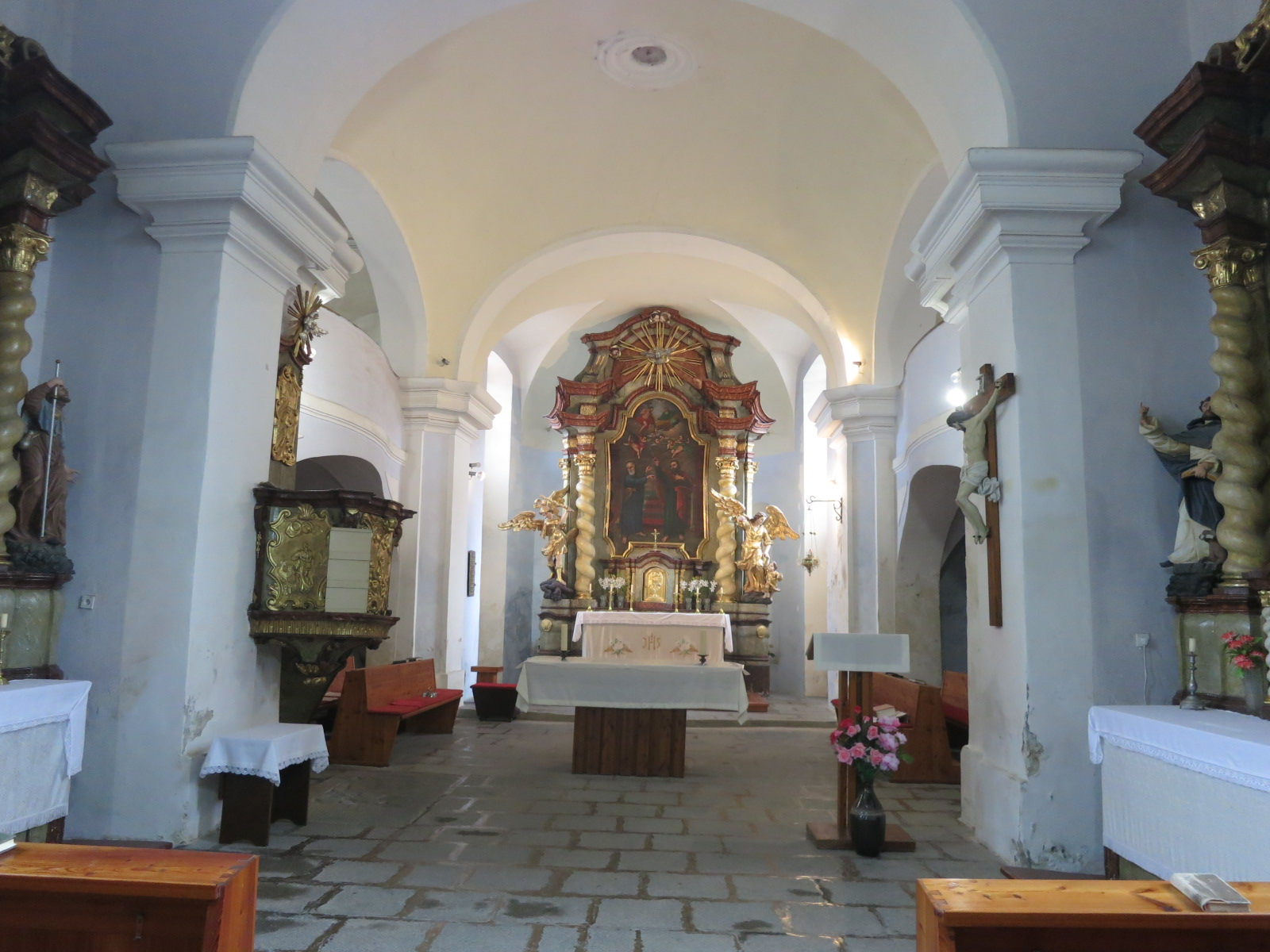
Celkový pohled do kostela
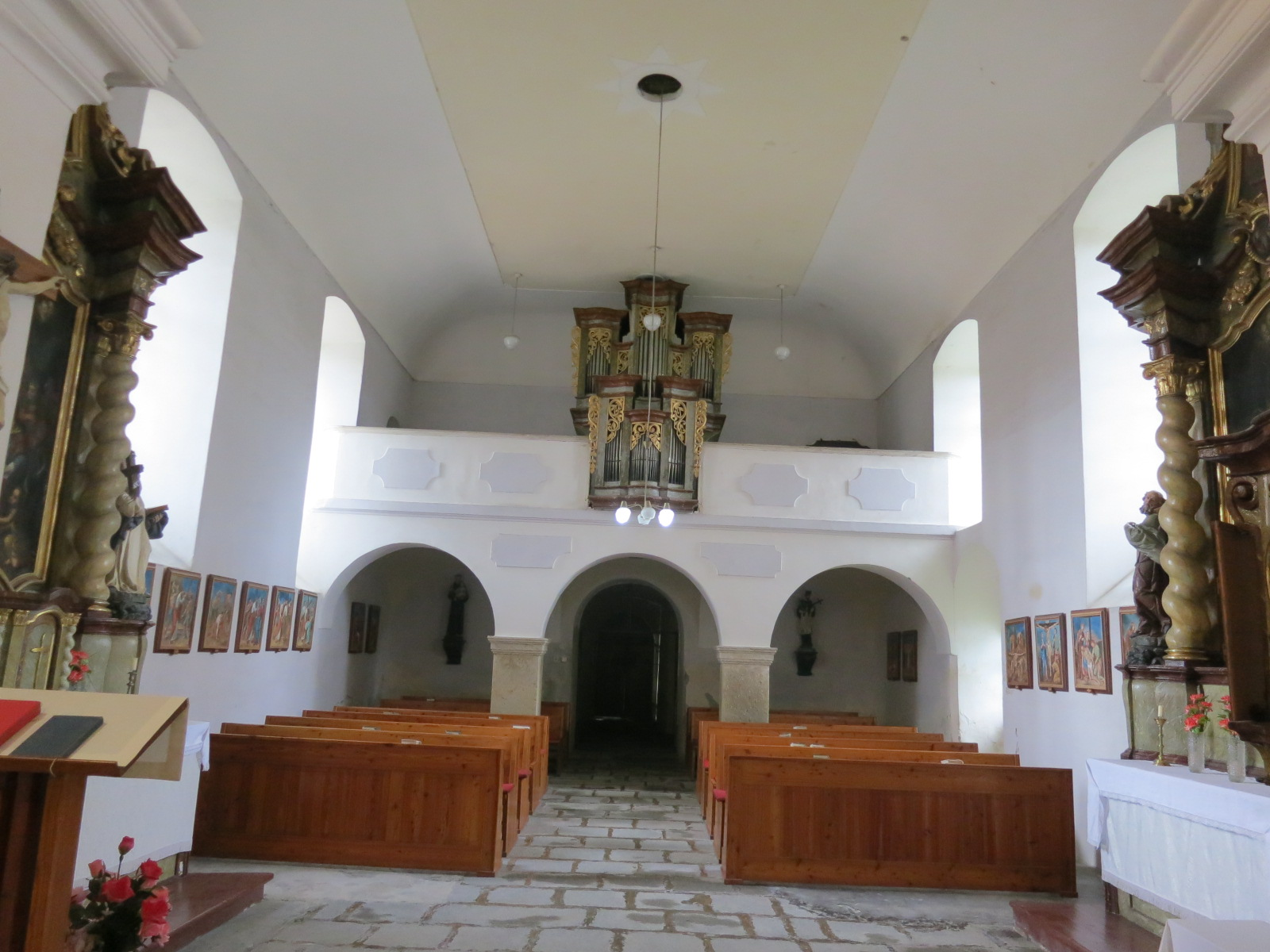
Pohled na kruchtu
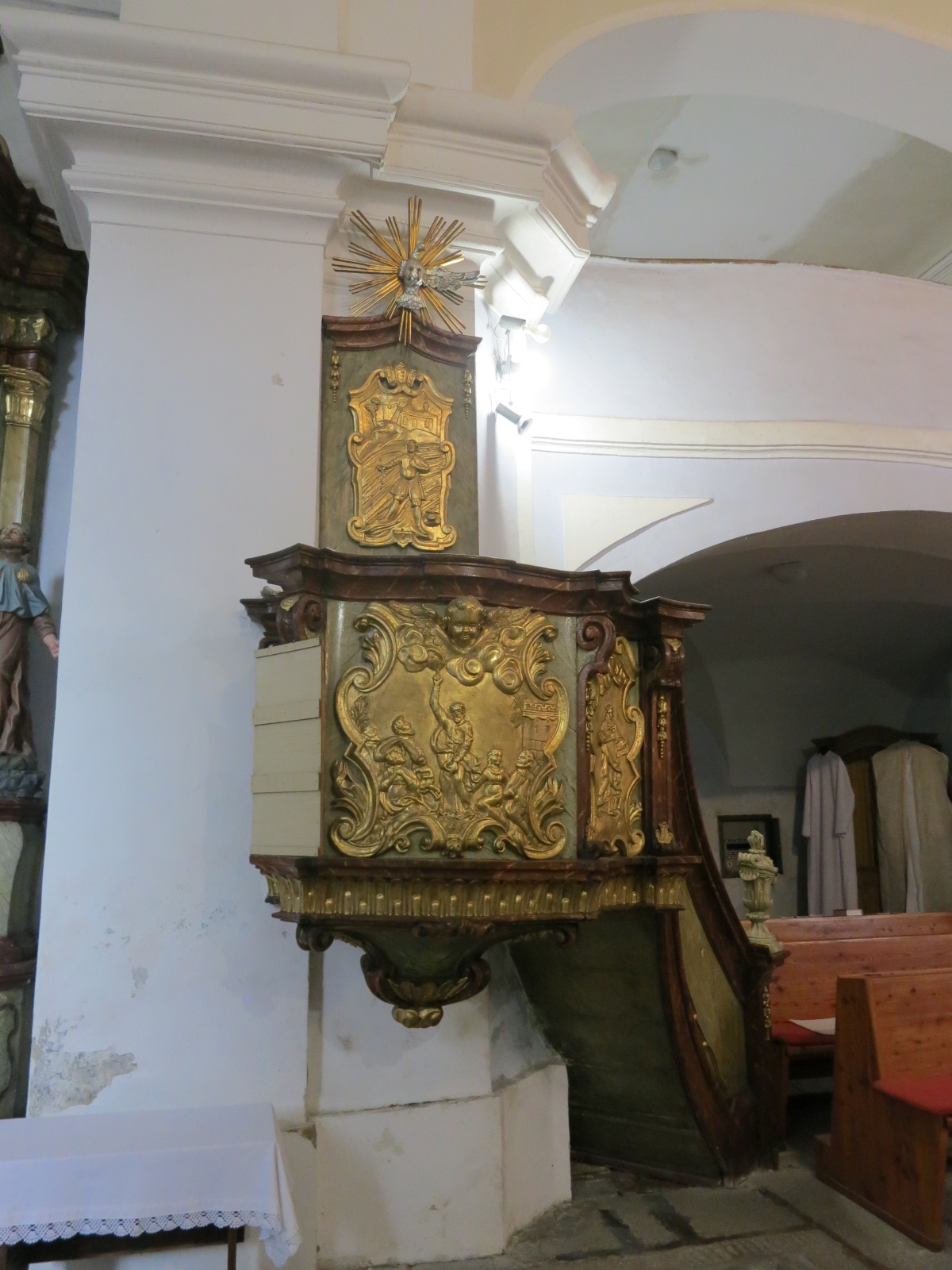
Kazatelna
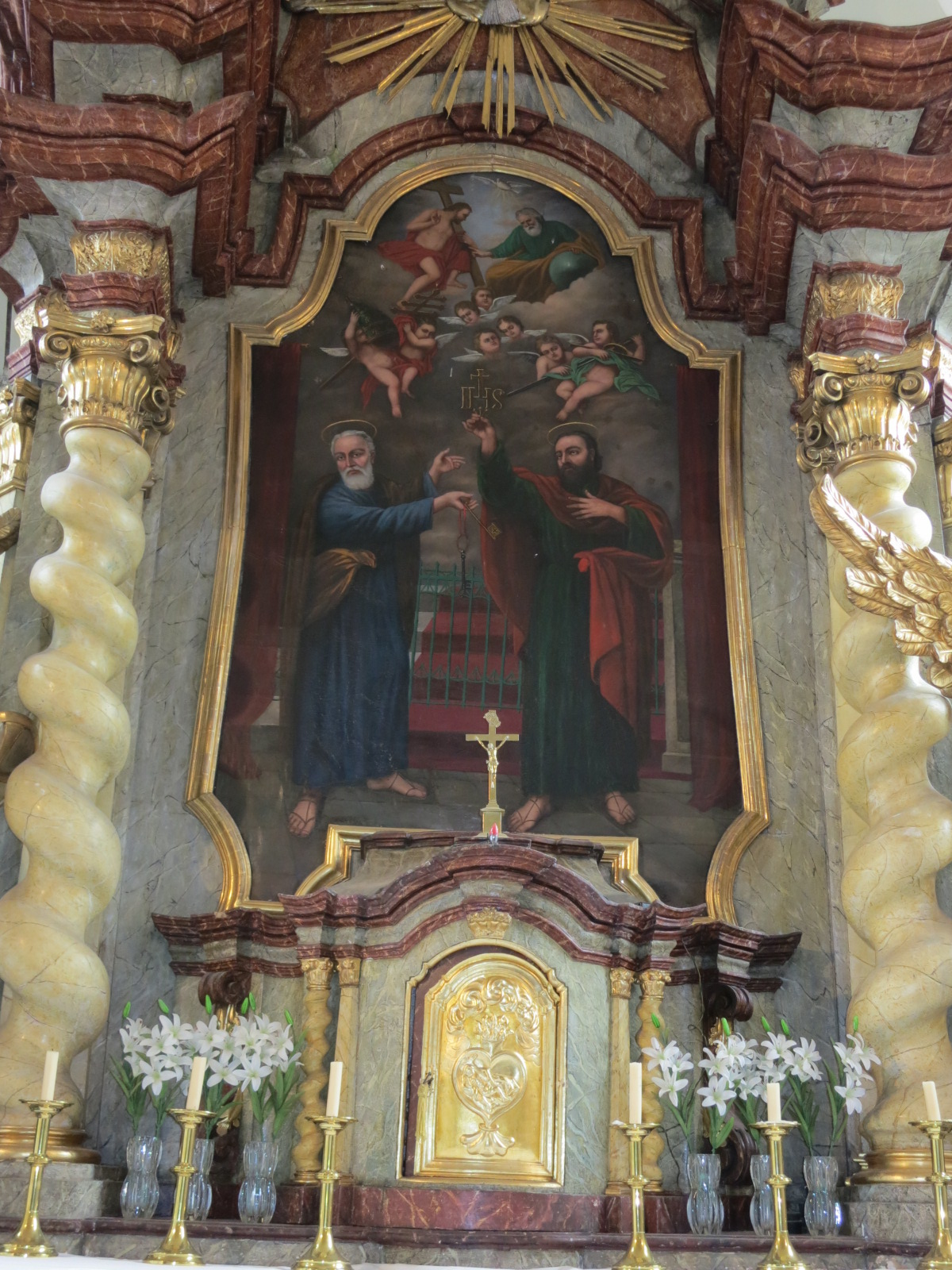
Oltářní obraz svatého Petra a Pavla
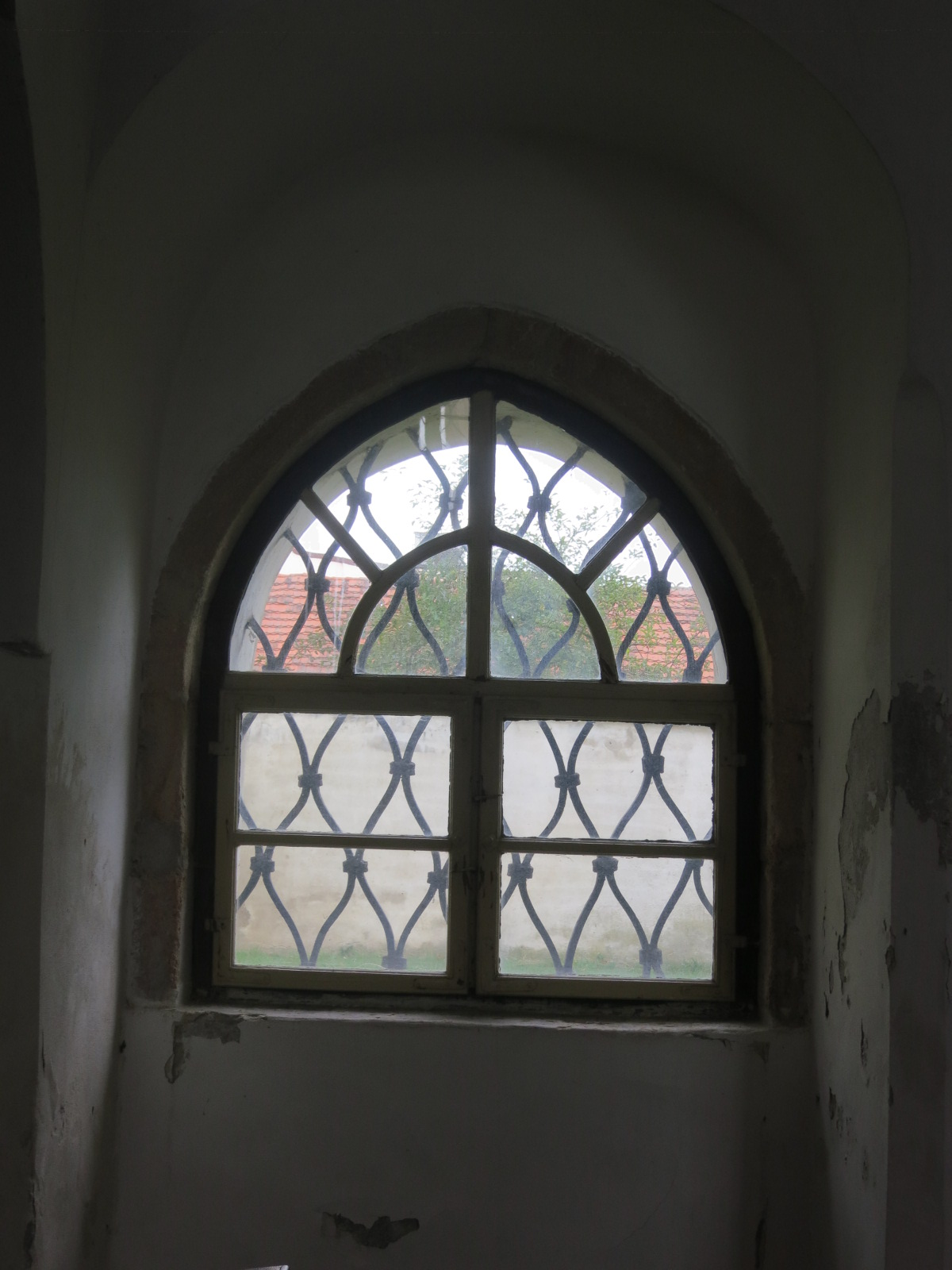
Gotické okno
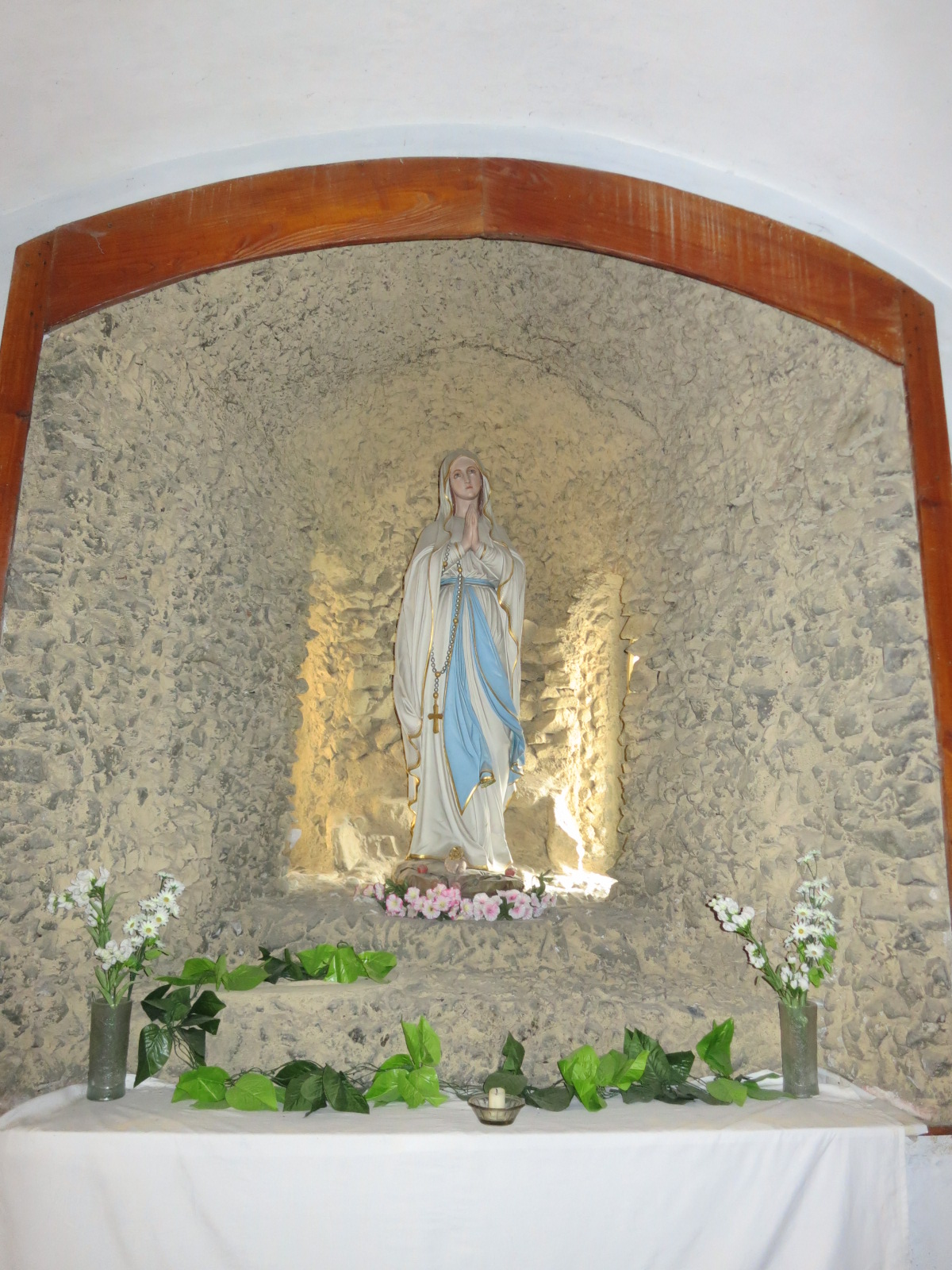
Kaple Panny Marie Lurdské
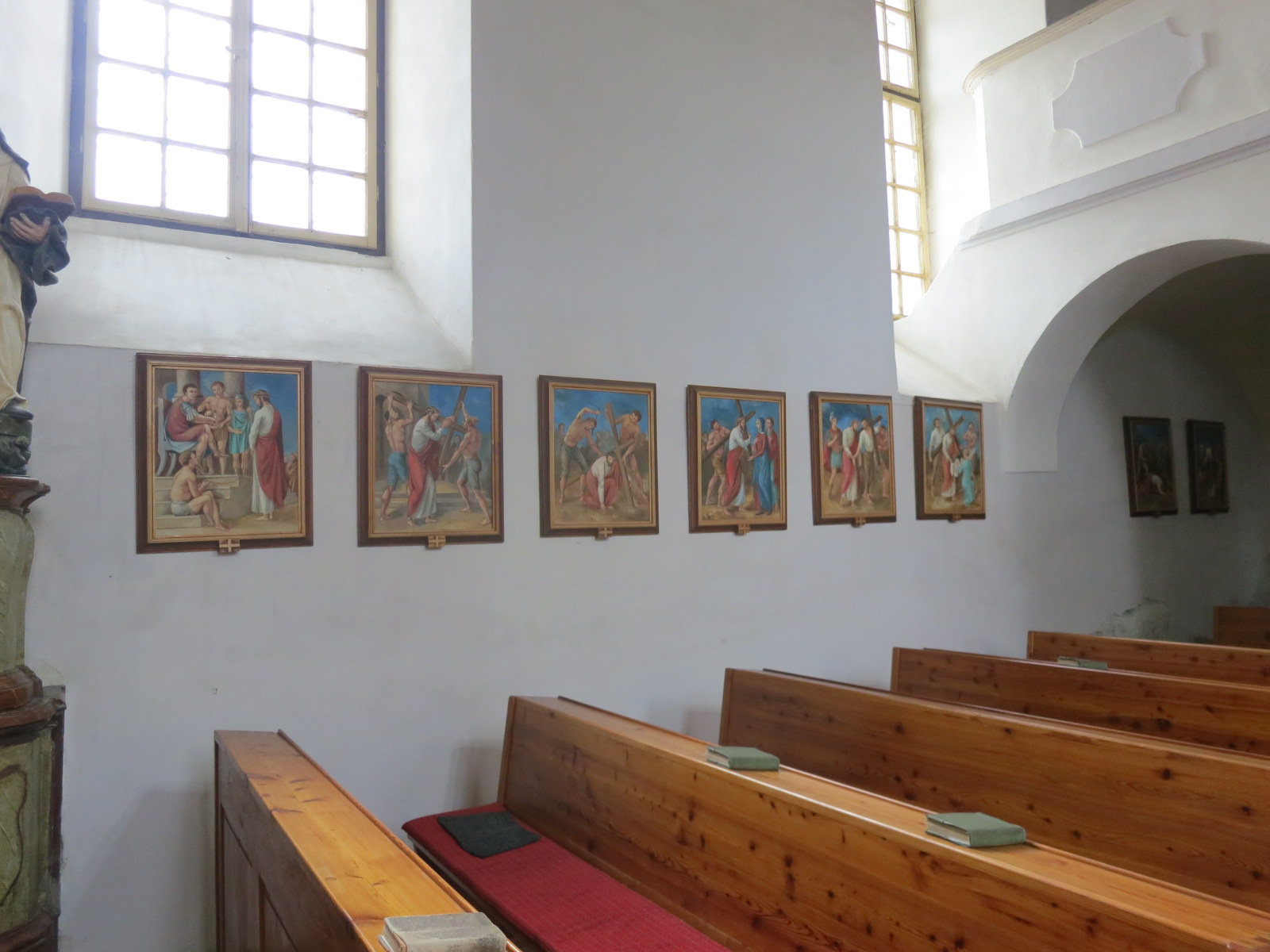
Křížová cesta
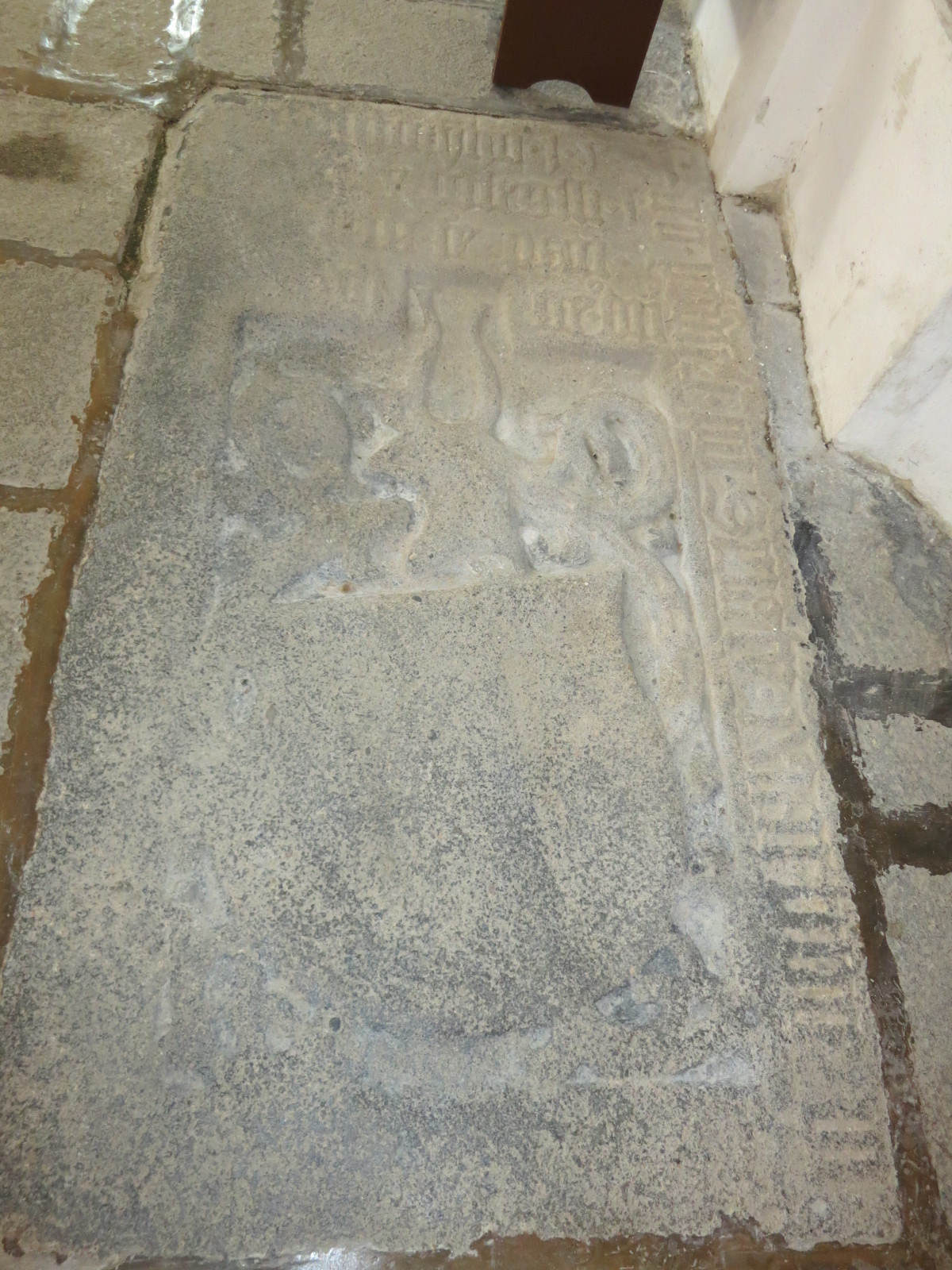
Náhrobní kámen s erbem Lukavských z Řenče
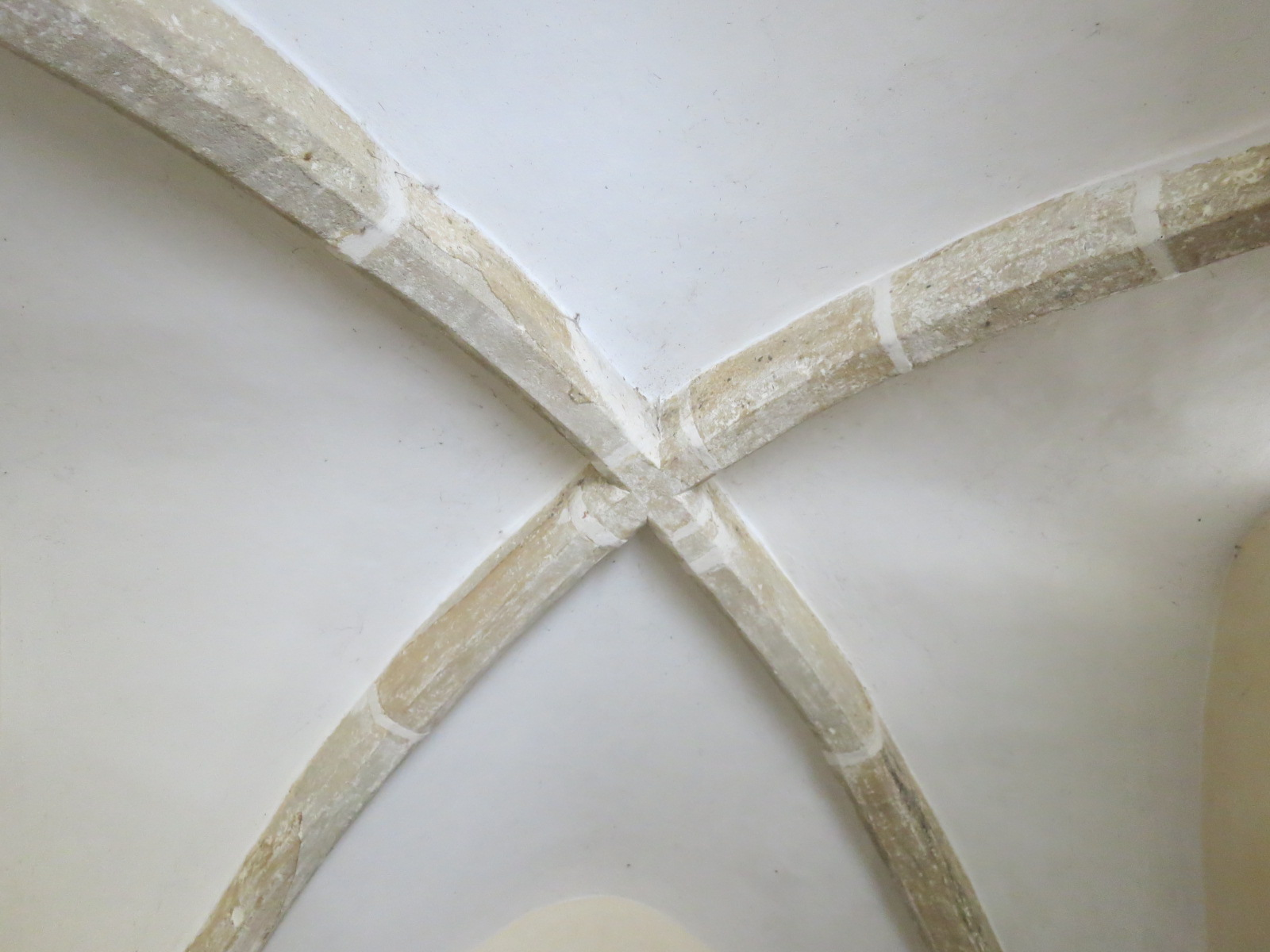
Křížová klenba podvěží
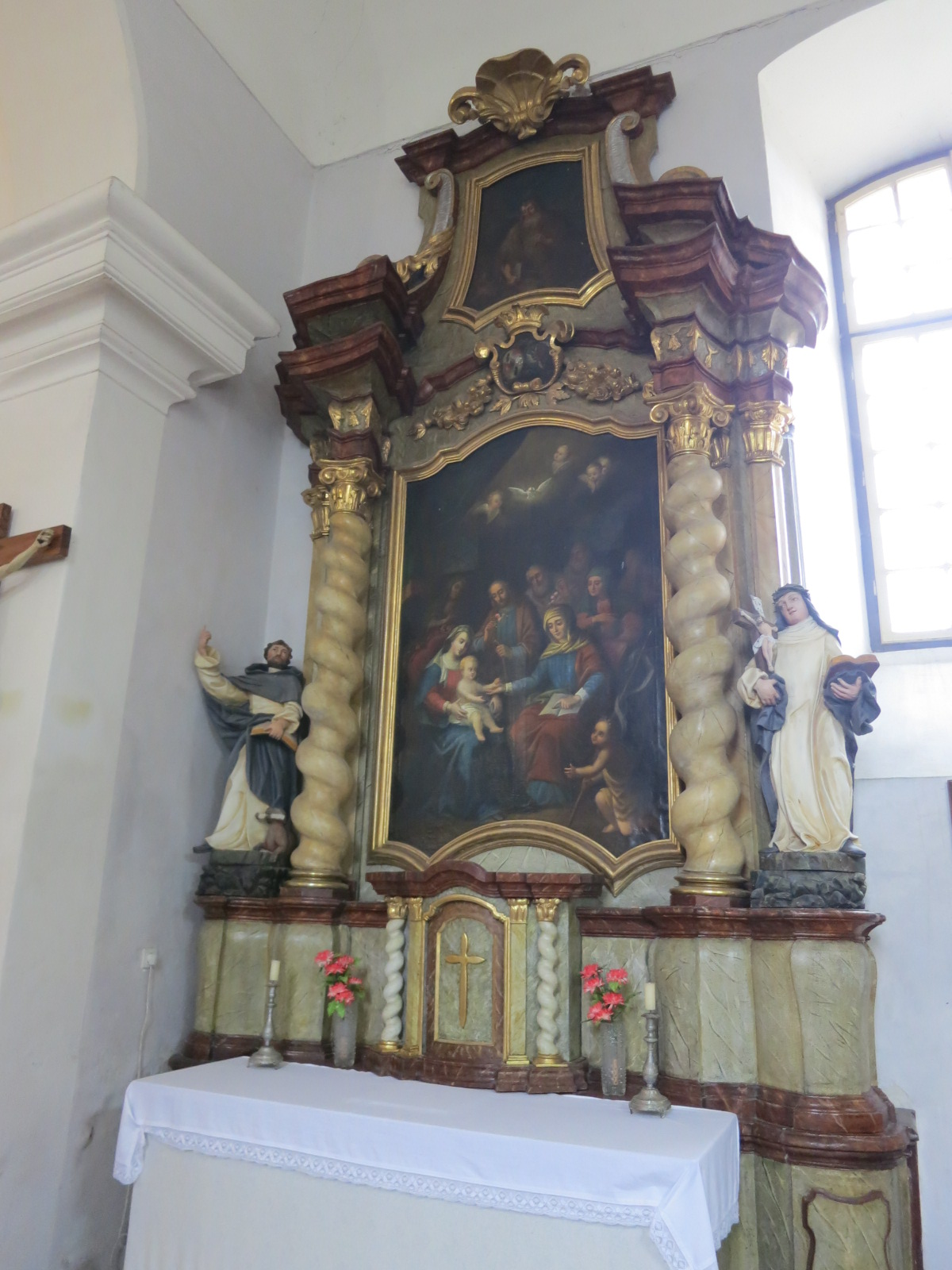
Boční oltář – Rod Kristův
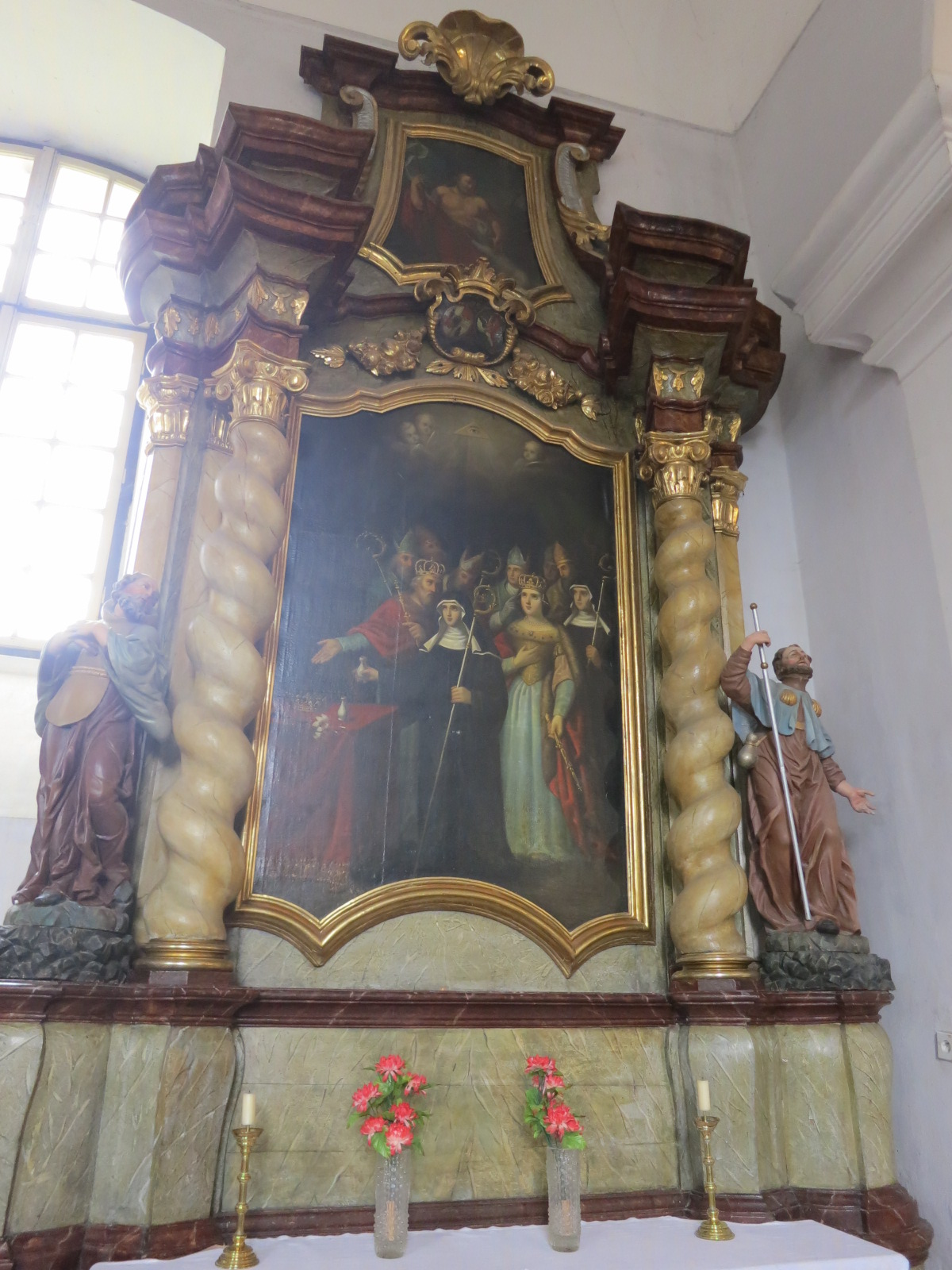
Boční oltář – svatá Valburga
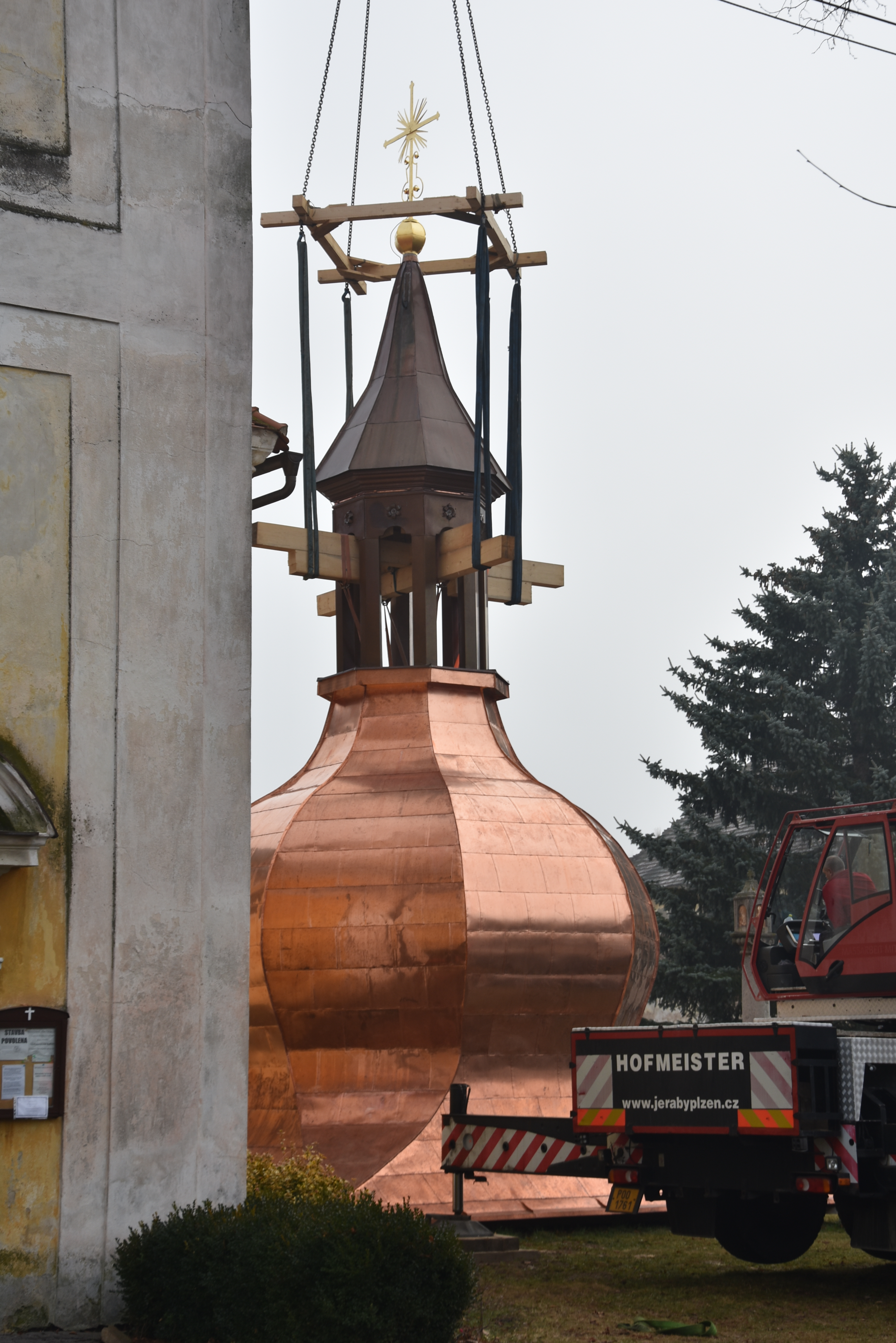
Nová báň
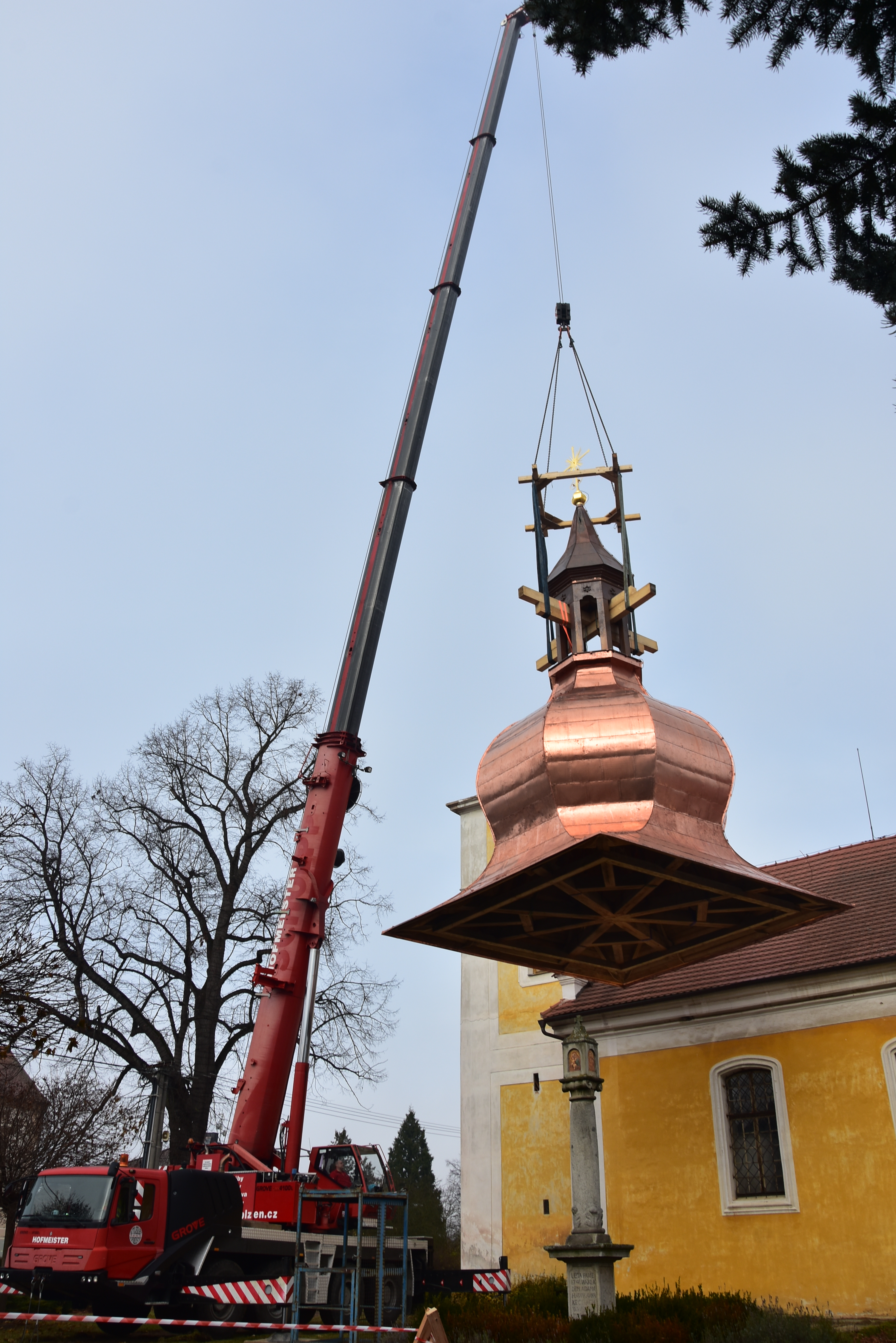
Zvedání nové báně